# Hycleus pilosa
Hycleus pilosa es una especie de coleóptero de la familia Meloidae.

## Distribución geográfica
Se encuentra Angola y en los territorios que antes se llamaban Rodesia.